# Porcellio longiflagellata
Porcellio longiflagellata är en kräftdjursart som beskrevs av Wahrberg1922. Porcellio longiflagellata ingår i släktet Porcellio och familjen Porcellionidae. Inga underarter finns listade i Catalogue of Life.